# Дубулты (Екабпилсский край)
Ду́булты (латыш. Dubulti) — населённый пункт в Екабпилсском крае Латвии. Входит в состав Калнской волости. Находится у региональной автодороги P74 (Силини — Акнисте). Расстояние до города Екабпилса составляет около 26 км. По данным на 2016 год, в населённом пункте проживало 78 человек. Есть начальная школа, дом культуры, библиотека, почтовое отделение, магазин.

## История
В советское время населённый пункт носил название Берзиеши и входил в состав Калнского сельсовета Екабпилсского района. В селе располагалась центральная усадьба колхоза «Виениба».